# مجموعة الحل
مجموعة الحل في الرياضيات هي مجموعة من القيم التي تُحقق عددا من المعادلات أو المتباينات.
مثال: للمجموعة {\displaystyle \{f_{i}\}} من كثيرات الحدود على الحلقة {\displaystyle R}، فإن مجموعة الحل هي مجموعة جزئية من {\displaystyle R} والتي تحقق أن كثيرات الحدود تساوي الصفر. وتكتب بالصورة:
{\displaystyle \{x\in R:\forall i\in I,f_{i}(x)=0\}.\ }

## أمثلة
- مجموعة الحل للمعادلة ( {\displaystyle x=0} ) هي المجموعة {S={0 وتُقرأ (مجموعة عنصرها 0).
- لأي كثيرة حدود غير صفرية {\displaystyle f} مُعرفة على الأعداد المركبة في متغير واحد، تتكون مجموعة الحل من عدد محدود من النقاط.
- مجموعة الحل لـ  x+y = 0   بالنسبة لـ {\displaystyle (x,y)\in \mathbb {R} ^{2}}   هي  { S = { (a,-a) ; a ∈ R . فمثلا العنصر (2,2-) ينتمي لمجموعة الحل.
- لكل {\displaystyle x,y\in \mathbb {R} } تكون مجموعة الحل للمعادلات التالية كالتالي:
  - {\displaystyle S=\left\{1\right\}\;\;\,x=1\qquad \;\ }
  - {\displaystyle S=\left\{3\right\}\;\;\,x+2=5}
  - {\displaystyle S=\{-{\tfrac {1}{3}};{\tfrac {1}{3}}\}\;\;\,{\frac {1}{x^{2}}}=9\qquad }
  - {\displaystyle S=[-2;2]\;\;\,x^{2}\leq 4\qquad }, مجموعة الحل هنا فترة.
  - {\displaystyle xy=1\qquad S=\left\{\left(x;{\frac {1}{x}}\right)|x\neq 0\right\}}, مجموعة الحل هنا على صورة زوج مرتب.
  - في نظام المعادلات الخطية:

{\displaystyle {\begin{matrix}x&+&2y&=&8\\2x&+&y&=&7\\\end{matrix}}\qquad S=\{(2;3)\}}

## = ملحوظة
في الهندسة الجبرية، تستخدم مجموعة الحل لتعريف الطوبولوجيا. انظر تنوع جبري.